# Madison Square Theatre
Il Madison Square Theatre è stato un teatro di Broadway di Manhattan, sul lato sud della 24ª strada tra la sesta Avenue e Broadway (che interseca la Quinta Strada vicino a quel punto). Fu costruito nel 1863, operò come teatro dal 1865 al 1908 e fu demolito nel 1908 per far posto a un edificio per uffici. Il Madison Square Theatre è stato testimone di importanti sviluppi nella tecnologia del palcoscenico, nella progettazione del teatro e nella gestione dei tour teatrali. Per circa metà della sua storia ha avuto altri nomi, tra cui Fifth Avenue Theatre, Daly's Fifth Avenue Theatre, Hoyt’s Madison Square Theatre e Hoyt’s Theatre.

## Storia
Il mercante e magnate immobiliare Amos R. Eno affittò un terreno vicino al suo Fifth Avenue Hotel nel 1862 a James Fisk Jr., che costruì una borsa per il commercio dell'oro dopo l'orario di chiusura durante la Guerra civile americana. La "borsa valori regolare" trovò la concorrenza dirompente e presto interruppe l'operazione. L'edificio divenne uno spazio per spettacoli, la Fifth Avenue Opera House, utilizzata da George Christy e altri spettacoli di menestrelli dal 1865 al 1867, quando C.H. Garland lo rilevò come Fifth Avenue Theatre per spettacoli di burlesque. Il teatro chiuse all'inizio del 1868 dopo che un direttore dello spettacolo di menestrelli ne uccise un altro dopo aver assistito a uno spettacolo. John Brougham lo gestì brevemente come Brougham’s Theatre nel 1869, seguito dal proprietario dell'edificio Fisk, che riportò il nome di Fifth Avenue e presentò l'opéra bouffe francese.
Augustin Daly divenne manager più tardi nel 1869, a volte chiamandolo Fifth Avenue Theatre, a volte Fifth Avenue di Daly o semplicemente Daly’s Theatre. Il locale (il salottino) durante questo periodo fu descritto come "placcato con specchi per l'illusione dell'immensità", con una tavolozza di "rosa cipria, ordinatamente incorniciata di bianco, con delicati bordi d'oro". La capacità era di 900 posti, o 1.000 posti in piedi, e i getti a gas fornivano l'illuminazione interna. Quando il teatro fu raso al suolo dopo una matinée il giorno di Capodanno del 1873, Daly trasferì la sua compagnia e il nome del Fifth Avenue Theatre in un teatro esistente tra la 28ª e Broadway. Le somiglianze del nome continuano a causare confusione oggi. Passarono quattro anni prima che apparisse un nuovo edificio, chiamato prima Fifth Avenue Hall, dove un mago di nome Heller si esibì per diversi mesi nel 1877, poi il Drawing Room Theatre di Minnie Cumming.
George e Marshall Mallory eressero quindi un altro edificio sul sito, per l'attore-regista-drammaturgo Steele Mackaye che aveva prodotto alcuni spettacoli nella piccola sala nel 1879 sotto un nome da loro mantenuto, il Madison Square Theatre. I famosi miglioramenti della tecnologia del palcoscenico di Mackaye includevano il "doppio palco", un ascensore delle dimensioni dell'intero palco che veniva sollevato e abbassato da contrappesi e ridotto i cambi di scena a uno o due minuti da cinque o più. Il doppio palco richiese ai costruttori di scavare delle fondamenta molto profonde. La ventilazione presentava una forma primitiva di aria condizionata, con aria fresca aspirata dal tetto e fatta circolare nelle perforazioni sotto i sedili. Per aumentare lo spazio scenico per l'azione e lo spazio per i posti a sedere, l'orchestra si trovava in una balconata sopra il palco e il direttore riceveva "segnali mediante segnali elettrici e riflettori". La decorazione degli interni doveva evocare un salotto intimo, con finiture in finto mogano, oro e colori chiari, illustrazioni di Shakespeare e una tenda a goccia disegnata da Tiffany che bruciò in un incendio senza altri incidenti poche settimane dopo la riapertura.
I fratelli Mallory e Mackaye litigarono subito e Mackaye perse i diritti per la sua singola opera di successo commerciale, Hazel Kirke, e la sua posizione a teatro. A quel punto il Business Manager Daniel Frohman aveva assunto i suoi fratelli Gustave e Daniel Frohman. Sfruttarono il lungo periodo di Hazel Kirke per implementare la prima organizzazione di tournée teatrali della nazione con più compagnie di un singolo spettacolo e svilupparono le loro capacità promozionali e gestionali. I Frohmans, insieme a Marcus Klaw e Abraham Lincoln Erlanger, che si erano incontrati mentre lavoravano nel dipartimento di pubblicità del Madison Square Theatre, e David Belasco, che lavorò anch'egli nel teatro in questo periodo, diventarono le forze principali nella gestione teatrale americana nei successivi 35 anni.
Il Rev. Dr. George Mallory, proprietario (con suo fratello) ed editore della pubblicazione della Chiesa episcopale The Churchman, cercò di usare la loro proprietà del teatro "per elevare il tono morale del palcoscenico americano", tra le altre cose dando solo le commedie scritte in America furono interpretate quasi esclusivamente da attori americani. I Mallorys gestirono da soli il teatro con questo principio per quattro anni. Nel 1885 portarono l'impresario A.M. Palmer che li comprò e li gestì fino al 1891, con un mix di opere teatrali più convenzionalmente internazionali. Palmer fu seguito dal drammaturgo/regista Charles H. Hoyt, insieme a Charles Thompson che morì nel 1893 e Frank McKee, che gestì il teatro dopo che Hoyt divenne inabile nel 1898. Durante questo periodo il teatro fu variamente noto come Hoyt's Madison Square Theatre, o semplicemente Hoyt's Theatre.
Il nome del Madison Square Theatre tornò nel 1898 e rimase sotto la direzione di Walter N. Lawrence fino a quando i discendenti di Eno demolirono l'edificio e il Fifth Avenue Hotel nel 1908. A quel tempo il Theater District si era trasferito nei quartieri alti nell'area di Times Square, attorno alla 42ª Strada.

## Produzioni
Nei suoi quarant'anni di attività sono state prodotte circa 250 opere teatrali al Madison Square Theatre. Di seguito sono riportate le produzioni che sono durate almeno sei settimane, registrando serie di 100 o più spettacoli.

### Era Daly (1869-1873)
- Frou-Frou, Augustin Daly, adattamento dell'opera di Ludovic Halévy e Henri Meilhac, 1870. 112 rappresentazioni.
- Saratoga, Bronson Howard, 1870. 101 rappresentazioni.
- Divorce, Augustin Daly, drammatizzazione del romanzo di Anthony Trollope He Knew He Was Right, 1871. 200 rappresentazioni.
- Article 47, Augustin Daly, 1872.
- Diamonds, Bronson Howard, 1872.

### Era Mackaye e Mallory (1879-1885)
- Hazel Kirke, Steele Mackaye, 1880. 486 rappresentazioni.
- The Professor, William Gillette, 1881. 151 rappresentazioni.
- Esmerelda, Frances Hodgson Burnett, 1881. 350 rappresentazioni.
- Young Mrs. Winthrop, Bronson Howard, 1882. 183 rappresentazioni.
- The Russian Honeymoon, Mrs. Burton Harrison, 1883.
- The Rajah, or Wyncot's Ward, William Young, 1883. 236 rappresentazioni.
- Alpine Roses, Hjalmar Hjorth Boyesen, 1884.
- May Blossom, or Two Loves, David Belasco, 1884. 170 rappresentazioni. Benjamin Maginley come Tom Blossom.
- The Private Secretary, Sir Charles Henry Hawtrey, 1884. 200 rappresentazioni.
- Sealed Instructions, Mrs. Julia Campbell Ver Planck, 1885.

### Era Palmer (1885-1891)
- Saints and Sinners, Henry Arthur Jones, 1885. 111 rappresentazioni.
- Prince Karl, A.C. Gunter, 1886. 126 rappresentazioni.
- Held by the Enemy, William Gillette, 1886.
- Jim the Penman, Sir Charles L. Young, 1886. 176 rappresentazioni.
- Captain Swift, Dion Boucicault, adattamento del lavoro di Charles Haddon Chambers, 1888. 162 rappresentazioni.
- Aunt Jack, Ralph R. Lumley, 1889. 200 rappresentazioni.
- Beau Brummell, Clyde Fitch, 1890. 156 rappresentazioni.
- The Pharisee, Malcolm Watson, 1891.
- Dinner at Eight, J.A. Ritchie, 1891.

### Era Hoyt-McKee-Lawrence (1894-1908)
- A Trip to Chinatown, libretto e testi di Charles H. Hoyt, musica di Percy Gaunt, 1891. 657 rappresentazioni - un record per il teatro di New York che ha tenuto fino al 1919, Irene (musical).
- A Temperance Town, Charles H. Hoyt, 1893. 125 rappresentazioni.
- A Milk White Flag: And Its Battle Scarred Followers on the Field of Mars and in the Court of Venus, Charles H. Hoyt, 1894. 153 rappresentazioni.
- The Foundling, William Lestocq, E. M. Robson, 1895. 104 rappresentazioni.
- The Man Upstairs, Augustus Thomas, 1895.
- The Gay Parisians, Georges Feydeau, Maurice Desvallières, 1895. 120 rappresentazioni.
- A Black Sheep and How it Came to Washington, libretto di Charles H. Hoyt, musica di Richard Stahl, Charles H. Hoyt, William Devere, Otis Harlan, Mr. Conor e Mr. Kelly, 1896. 144 rappresentazioni.
- A Florida Enchantment, A. C. Gunter, 1896.
- A Contented Woman, Charles H. Hoyt, 1897.
- The Man from Mexico, Alexandre Bisson, Edmond Gondinet e H.A. Du Souchet, 1897.
- Oh, Susannah!, 1898.
- Dangerfield '95, Mildred Dowling, 1898.
- On and Off, Alexandre Bisson, 1898.
- Because She Loved Him So, William Gillette, 1899. 144 rappresentazioni.
- Why Smith Left Home, George Broadhurst, 1899.
- Wheels Within Wheels, R.C. Carton, 1899.
- Coralie and Company, Dressmakers, Albin Vallabreque, Maurice Hennequin, 1900.
- Hodge, Podge & Co., adattato dal tedesco da George V. Hobart, testi di Walter Ford, musica di John W. Bratton e Harry Pleon, 1900.
- On the Quiet, Augustus Thomas, 1901. 160 rappresentazioni.
- The Liberty Belles, libretto e testi di Harry B. Smith, 1901. 104 rappresentazioni.
- Sweet and Twenty, Basil Hood, 1901.
- The Diplomat, Martha Morton, 1902.
- The Two Schools, Alfred Capus, 1902.
- The Secret of Polichinelle, Pierre Wolff, 1904. 124 rappresentazioni.
- Mrs. Temple's Telegram (conosciuto in trasferta come Who's Brown), Frank Wyatt, 1905.
- The Prince Chap, Edward Henry Peple, 1905. 106 rappresentazioni.
- The Man on the Box, Grace Livingston Furniss dal racconto di Harold McGrath, 1905. 111 rappresentazioni.
- David Garrick, Charles J. Bell, 1905.
- The Three of Us, Rachel Crothers, 1906. 227 rappresentazioni.